# Аугуштановец
Аугуштановец је насељено место у општини Покупско, у Туропољу, Хрватска. До нове територијалне организације у Хрватској налазио се у саставу бивше велике општине Велика Горица.

## Становништво
По попису из 2001. године Аугуштановец је имао 422 становника.
| Националност       | 1991.      | 1981.        | 1971.        |
| Хрвати             | 193 (100%) | 243 (98,78%) | 288 (99,65%) |
| Срби               | 0          | 0            | 0            |
| Југословени        | 0          | 2 (0,81%)    | 0            |
| остали и непознато | 0          | 1 (0,40%)    | 1 (0,34%)    |
| Укупно             | 193        | 246          | 289          |